# Goodenia arenicola
Goodenia arenicola är en tvåhjärtbladig växtart som beskrevs av R. Carolin. Goodenia arenicola ingår i släktet Goodenia och familjen Goodeniaceae. Inga underarter finns listade i Catalogue of Life.